# In the Spirit of Crazy Horse
In the Spirit of Crazy Horse (En l'esperit de Cavall Boig) és un llibre de Peter Matthiessen on fa una crònica de "La història de Leonard Peltier i la guerra del FBI contra l'American Indian Movement". Va ser publicat per primera vegada el 1983. Leonard Peltier va ser condemnat a cadena perpètua el 1977 per l'assassinat en 1975 dos agents del FBI, després d'un judici en el qual l'autor denúncia es va basar en un frau generalitzat i mala conducta del govern. El llibre retrata l'agitació violenta en la Reserva índia de Pine Ridge durant aquest temps, incloent-hi l'incident de Wounded Knee de 1973 i el consegüent "regne del terror", i descriu l'anomenat "Trets de Pine Ridge" o "Oglala en flames" de 1975, els judicis posteriors i les seves seqüeles. La distribució del llibre va ser interrompuda durant gairebé una dècada, mentre que es van resoldre els desafiaments legals.
| «                    | Qualsevol que sigui la naturalesa i grau de la seva participació en Oglala, la persecució despietada de Leonard Peltier ha tingut menys a veure amb les seves pròpies accions que amb problemes de fons de la història, el racisme, i l'economia, en particular els reclams de sobirania dels amerindis i la creixent oposició al desenvolupament de l'energia massiva en tractats de terres i la disminució de les reserves. | » |
| — op.cit., pàgina xx | |   |

## Contingut
LLIBRE I

   1. Carretera de Lladres: Els Oglala Lakota, 1835– 1965

   2. La bandera cap per vall: L'American Indian Movement, 1968– 73

   3. A Wounded Knee: Febrer– Maig 1973

   4. Els judicis de Wounded Knee: gener– Setembre 1974

   5. Les noves Guerres índies: AIM Versus FBI, 1972– 75

   6. El govern titella dels Estats Units: Pine Ridge i Dick Wilson, 1975
LLIBRE II

   7. El tiroteig I: 26 de juny de 1975

   8. El tiroteig II: 26 de juny de 1975

   9. La investigació dels "assassinats a la Reserva" Investigation: Juny– Setembre 1975

  10. Els fugitius I: Juliol– Novembre 1975

  11. Els fugitius II: Novembre 1975– Maig 1976

  12. El judici a Cedar Rapids: Juny– Juliol 1976

  13. El judici a Fargo: Març– Abril 1977
BOOK III

  14. La fuga: Presó de Lompoc i judicis a Los Angeles

  15. L'autèntic enemic

  16. Un altre afer important: Myrtle Poor Bear i David Price, 1976– 81

  17. Llengües viperines: La Llei de Llibertat d'Informació i la nova evidència, 1980– 81

  18. A la Penitenciaria de Marion

  19. Pahá Sápa: el Tractat, la Cort Suprema, i el Retorn a les Black Hills

  20. Dies vermells i blaus

## Recepció
El llibre va ser ben rebut per la crítica. La majoria dels estudiosos van elogiar la veracitat i precisió de Matthiessen, i el suport de l'autor a Leonard Peltier, AIM, i els lakota va ser reconegut i apreciat per les parts.
El llibre va ser finalment publicat en edició de butxaca en 1992 després que les demandes al·legant difamació van ser desestimades pels diversos tribunals i les seves decisions van ser afirmades després d'una apel·lació. Les demandes i les seves resolucions concomitants s'han convertit en casos importants i freqüentment citats en les àrees de 'llei de mitjans' i 'llibertat d'expressió'. Després de la publicitat generada per les demandes, el llibre es va convertir en un èxit de vendes.

## Demandes
Després de la publicació del llibre, es van presentar dues demandes per difamació contra Viking Press. Bill Janklow, l'antic governador republicà de Dakota del Sud, va presentar una demanda de 24 milions de dòlars a Dakota del Sud. També va demandar tres llibreters de Dakota del Sud que havien venut còpies de tapa dura del llibre. Aquest cas va ser vist pels seus aspectes repressius relacionats amb la venda de llibres.
La demanda de Janklow es va basar en un paràgraf del llibre que mostra les declaracions del líder de l'AIM Dennis Banks en referència a les acusacions contra Janklow per la violació de Jacinta Eagle Deer, uns jove Brulé Lakota de la reserva índia de Rosebud. Banks també van assenyalar l'arrest de Janklow per conduir borratxo i nu en la reserva índia de Crow Creek de Dakota del Sud en 1973.
Janklow presentar una demanda separada contra la revista Newsweek (Janklow v. Newsweek, 788 F2D 1300) per a un article que contenia el passatge en disputa. En la seva denúncia, en referència a la declaració de Banks sobre la violació, Janklow "va citar una carta de 1975 a Philip W. Buchen, cap de l'Oficina de l'Assessor del President dels Estats Units, davant la Comissió del Senat sobre Treball i Benestar Social, dient que 3 investigacions federals van trobar les acusacions contra ell "simplement infundades". El comitè del Senat estava considerant la nominació del Sr. Janklow com a director de la Corporació de Serveis Legals ..."
Viking Press va presentar una contrademanda contra Janklow al Districte Sud de Nova York, en la que, en part, va al·legar que Janklow havia interferit amb els drets constitucionals de la companyia per publicar i distribuir el llibre. Un tribunal de circuit de Dakota del Sud va fallar que el llibre no era difamatori i acabà la demanda de Janklow en 1984. Després de l'apel·lació de Janklow la Cort Suprema de l'Estat de Dakota del Sud va restablir el cas en 1985.
David Price, un agent de l'FBI que es trobava en l'incident de Wounded Knee, va presentar dues demandes idèntiques contra Viking: una a la cort de l'estat de Dakota del Sud (Price v. Viking Press, Inc., Civ. No. 84-448) i una demanda idèntica (Price v. Viking Press, Inc., 625 F. Supp. 641) en la cort federal, a la recerca de $ 25 milions en la Cort de Districte dels Estats Units per al Districte de Dakota del Sud. El cas va ser transferit a un tribunal federal a Minnesota.
Els advocats que representaren tant Matthiessen com Viking Press en la demanda federal a Minnesota eren el reconeguts advocats de la Primera Esmena Martin Garbus de Frankfurt, Garbus, Klein & Selz, ciutat de Nova York, amb Barbara FL Penn, St Paul, Minnesota.
En el cas de Minnesota, la jutgessa de Districte del Tribunal Federal Diana E. Murphy va desestimar la demanda de Price. La seva sentència de 33 pàgines va assenyalar: "Viking va reconèixer que les empreses editorials responsables devien al públic dur a terme les obres difícils però importants." El cas de Janklow a Dakota del Sud va fallar de manera similar. En ambdós casos es va considerar que tant l'autor com l'editor eren protegits per la clàusula de llibertat d'expressió de la Primera Esmena de la Constitució dels Estats Units. Es va assenyalar que el llibre de Matthiessen va ser clarament una opinió.